# Манакова, Мария Борисовна
Мария Борисовна Манакова (род. 1 марта 1974, Казань) — российская и сербская шахматистка, гроссмейстер (1997) среди женщин, журналист, телеведущая.
Чемпионка Европы в составе клуба (2002), вице-чемпионка Европы в составе сборной Югославии (1999), чемпионка Москвы (2009), чемпионка Сербии (2013).

## Шахматная карьера
Мария Манакова родилась в семье музыкантов. Семья проживала в Казани, затем переехала в Москву. В шахматы научилась играть в 4 года, занималась с 1979 года в историческом шахматном клубе Бауманского дворца пионеров и школьников в переулке Стопани, где ещё в 1930-х годах при визитах в Москву давали сеансы одновременной игры Капабланка и Ласкер. В шахматном клубе Дворца, которым руководил заслуженный тренер РСФСР Роман Альтшулер (1919—2003), была одной из самых юных, талантливых, и, как потом оказалось, известных в мире его воспитанниц.
Первым тренером был её отец Борис Алексеевич Манаков. Затем — тренер-педагог Виктор Котт, впоследствии священник. Сопровождал одарённую перворазрядницу и готовил к юношеским соревнованиям Сергей Грабузов, мастер спорта, тренер высшей квалификации.
В 2002 году окончила факультет журналистики Университета Российской академии образования.
В 1990-х и начале 2000-х годов жила в Югославии, в 1999 году в ходе военного конфликта вместе с сыном попала там под бомбардировки НАТО, о пережитом рассказала в ряде интервью.
В составе сборных Югославии и Сербии участница двух Олимпиад (1998 и 2012) и двух командных чемпионатов Европы: в Батуми (1999) и в Варшаве (2013).
Вице-чемпионка Европы в составе сборной Югославии 1999 года. Чемпионка Европы в составе сербского клуба БАС 2002 года. Чемпионка Москвы 2009 года. Чемпионка Сербии 2013 года.
В 2009—2013 гг. занимала пост председателя женской комиссии Шахматной федерации Москвы. Занималась частной преподавательской деятельностью по обучению детей шахматам непосредственно в семьях, была одним из самых высокооплачиваемых специалистов на этом поприще. С 2007 по 2020 год преподавала шахматы в одной из московских гимназий.
В 2016 году была избрана председателем женской комиссии Российской шахматной федерации.
Весной 2020 года переехала на постоянное место жительства в Сербию.
Имеет гражданства России и Сербии.

## Медиаперсона
В 2004 году Манакова, отличающаяся элегантной внешностью и фигурой, была первым в истории шахмат гроссмейстером, принявшей участие в эротической фотосессии, и это были съёмки для обложки издания «Спид-инфо».
Корреспондент сайта Chess-News.
В 2015 году Манакова была соведущей ток-шоу «Рассудят люди» на телеканале «Россия-1».

## Семья
В разводе. Была замужем за сербским гроссмейстером Мирославом Тошичем.
Имеет сына Борислава.

## Изменения рейтинга
| Графики недоступны из-за технических проблем. См. информацию на Фабрикаторе и на mediawiki.org. |